# Pich-e Shemiran
Pich-e Shemiran est un quartier du centre-ville de Téhéran en Iran.